# Lonchorhina fernandezi
Lonchorhina fernandezi (Ochoa & Ibáñez, 1982) è un Pipistrello della famiglia dei Fillostomidi endemico del Venezuela.

## Descrizione

### Dimensioni
Pipistrello di piccole dimensioni, con la lunghezza totale tra 94 e 105 mm, la lunghezza dell'avambraccio tra 41,2 e 43,9 mm, la lunghezza della coda tra 41 e 48 mm, la lunghezza del piede tra 8 e 11 mm e la lunghezza delle orecchie tra 18 e 22 mm.

### Aspetto
Le parti dorsali sono bruno-grigiastre, con la base dei peli più scura, mentre le parti ventrali sono più chiare. Il muso è corto, con una foglia nasale molto lunga, lanceolata, attraversata da una cresta longitudinale e con due fosse alla base che circondano le narici, circondate da escrescenze carnose. Sul labbro inferiore è presente un cuscinetto carnoso liscio e triangolare, mentre quello superiore è ricoperto di piccole verruche. Le orecchie sono molto grandi, larghe ed appuntite, con il margine anteriore che si curva alla base per unirsi sopra il muso. Un lobo carnoso è posizionato all'apertura del canale uditivo ed è in grado di chiuderlo completamente. Il trago è lungo circa la metà del padiglione auricolare, è appuntito e con due incavi alla base del margine posteriore. Le membrane alari sono ricoperte di piccoli peli biancastri nella parte ventrale vicino al corpo e attaccate posteriormente sulla caviglia. La coda è lunga ed inclusa completamente nell'ampio uropatagio. Il calcar è lungo circa quanto il piede. Gli arti inferiori sono allungati.

## Biologia

### Alimentazione
Si nutre di insetti in particolare di falene, coleotteri e aracnidi.

## Distribuzione e habitat
Questa specie è endemica degli stati di Bolívar e Amazonas, nel Venezuela occidentale.
Vive nelle foreste a galleria e nelle savane.

## Conservazione
La IUCN Red List, considerato l'areale limitato , il continuo declino nell'estensione e nella qualità del proprio habitat, classifica L.fernandezi come specie in pericolo di estinzione (Endangered).